# Sandahl Bergman
Sandahl Bergman (n. 14 noiembrie 1951, Kansas City, Missouri, SUA) este o fostă actriță și dansatoare americană. Este cunoscută mai ales pentru rolul Valeriei din filmul Conan Barbarul (1982), pentru care a câștigat Globul de Aur⁠(d) și premiul Saturn pentru cea mai bună actriță.

## Tinerețe
Bergman s-a născut la 14 noiembrie 1951 în Kansas City, Missouri. A absolvit liceul Shawnee Mission East din Prairie Village, Kansas. Ea are o înălțime de cca. 1,83 mm, este atletică și statuară.

## Carieră
La 20 de ani, s-a mutat la New York și a apărut în mai multe spectacole de pe Broadway, unde a fost remarcată de coregraful Bob Fosse, care a distribuit-o ca dansatoare de rezervă în muzicalul Pippin⁠(d) (1972). A avut un rol secundar în versiunea de teatru a filmului Gigi⁠(d) în 1973, iar mai târziu a apărut în Mack & Mabel⁠(d) și în rolul lui Judy în „nouă distribuție newyorkeză” a serialului A Chorus Line⁠(d) (după ce mai mulți actorii originali au părăsit serialul în 1977).
A fost distribuită iarăși de Fosse în concertul/muzicalul său Dancin'⁠(d) (1978), aclamat de critici, alături de mulți dintre cei mai buni dansatori de pe Broadway din acea perioadă.
Cariera cinematografică a lui Bergman a început în 1978 cu un rol minor în filmul TV How to Pick Up Girls!⁠(d). A urmat filmul lui Bob Fosse, All That Jazz⁠(d) (1979), în care a jucat în secvența „Take Off with Us”. În filmul Xanadu (1980), apare ca una dintre cele nouă muze nemuritoare în timpul piesei de deschidere „I'm Alive” de ELO, precum și în piesa de titlu finală a albumului „ Xanadu⁠(d)”.
Contribuția ei la Xanadu a dus și, indirect la evacuarea sa din apartamentul ei din New York și la mutarea ulterioară în California. Ea și-a subînchiriat apartamentul din New York, încălcând o clauză din contractul de închiriere, iar în timpul celor patru luni petrecute în California pentru filmări, proprietarul ei a devenit conștient de situație. Bergman a spus că nu a mai revenit la New York, ci i-a rugat pe prieteni să-i împacheteze și să-i trimită lucrurile.
Cel mai cunoscut rol al ei este cel al Valeriei, alături de Arnold Schwarzenegger, în filmul de succes Conan Barbarul (1982). Ea a câștigat premiul Globul de Aur pentru cea mai bună actriță în rol principal și premiul Saturn pentru cea mai bună actriță pentru rolul său din film. Deoarece nu s-a găsit o cascadoare care să i se potrivească ca mărime, a învățat să-și facă singură cascadoriile. Ea a comentat despre această experiență: „A fost greu. Era cât pe ce să-mi pierd un deget. Arnold și-a lovit capul de o piatră. Dar asta nu a fost nimic în comparație față de ce au pățit cascadorii.”
În 1984, a jucat rolul principal în filmul de comedie de aventuri post-apocaliptic Ea, iar anul următor a jucat-o pe regina Gedren în Red Sonja (1985). I s-a oferit rolul principal, dar ea a cerut să joace în schimb rolul răufăcătoarei.
În continuare, a apărut într-o serie de filme cu buget redus, precum comedia despre sex Stewardess School⁠(d) (1986), filmul post-apocaliptic Hell Comes to Frogtown⁠(d) (1988) și filmul neo noir Raw Nerve⁠(d) (1991). Alte apariții includ un ofițer de bază lunară în filmul Avionul buclucaș II, videoclipul muzical „Heavy Metal Love” al trupei Helix și filmul Possessed by the Night⁠(d) (1994) cu Fred Olen Ray, precum și apariții la televiziune, cum ar fi Hart to Hart⁠(d) și o secvență de dans condusă de Stanley Donen într-un episod din Maddie și David.
Cea mai recentă apariție a sa a fost în 2003, la 52 de ani, ca dansatoare în versiunea cinematografică a filmului Un detectiv cu cântec.
Bergman a lucrat ca instructor pentru seria de exerciții video FIRM în anii 1980. 
Bergman s-a retras de atunci din actorie, dar are apariții ocazionale la convenții de science fiction.

## Filmografie

### Filme de cinema
| An   | Titlu                          | Rol                   | Note                                                                           |
| ---- | ------------------------------ | --------------------- | ------------------------------------------------------------------------------ |
| 1974 | Mame⁠(d)                        | Dansatoare            | Nemenționată                                                                   |
| 1979 | All That Jazz⁠(d)               | Dansatoare principală |                                                                                |
| 1980 | Xanadu                         | Muza 1                |                                                                                |
| 1982 | Conan the Barbarian            | Valeria               | Globul de Aur⁠(d) Premiul Saturn pentru cea mai bună actriță                    |
| 1982 | Airplane II: The Sequel        | Ofițer #1             |                                                                                |
| 1984 | She                            | Ea                    |                                                                                |
| 1984 | Getting Physical               | Nadine Cawley         | Film TV                                                                        |
| 1985 | The Ferret                     | Chandra               | Film TV                                                                        |
| 1985 | Red Sonja                      | Queen Gedren          | Nominalizare—Zmeura de Aur pentru cea mai proastă actriță într-un rol secundar |
| 1986 | Stewardess School⁠(d)           | Wanda Polanski        |                                                                                |
| 1987 | Programmed to Kill             | Samira                |                                                                                |
| 1987 | Kandyland                      | Harlow Divine         |                                                                                |
| 1988 | Hell Comes to Frogtown⁠(d)      | Spangle               |                                                                                |
| 1991 | Raw Nerve⁠(d)                   | Gloria Freedman       |                                                                                |
| 1992 | In the Arms of a Killer⁠(d)     | Nurse Henninger       | Film TV                                                                        |
| 1992 | Loving Lulu                    | Lulu                  |                                                                                |
| 1992 | Revenge on the Highway         | Python                | Film TV                                                                        |
| 1994 | Lipstick Camera                | Lilly Miller          |                                                                                |
| 1994 | TekWar: TekJustice             | Valkyrie              | Film TV                                                                        |
| 1994 | Possessed by the Night⁠(d)      | Peggy Hansen          | Direct-to-video                                                                |
| 1994 | Inner Sanctum II               | Sharon Reed           |                                                                                |
| 1994 | Night of the Archer            | Marla Miles           |                                                                                |
| 1995 | Ice Cream Man⁠(d)               | Marion Cassera        | Direct-to-video                                                                |
| 1996 | The Assault⁠(d)                 | Helen                 |                                                                                |
| 1997 | Sorceress II: The Temptress⁠(d) | Virginia              |                                                                                |
| 2003 | The Singing Detective          | Dansatoare            |                                                                                |

### Televiziune
| An        | Titlu                           | Rol                     | Note                                    |
| --------- | ------------------------------- | ----------------------- | --------------------------------------- |
| 1970–1973 | The Dean Martin Comedy World⁠(d) | Golddigger              | 50 episoade                             |
| 1978      | How to Pick Up Girls!⁠(d)        | Blond jogger            | Film TV                                 |
| 1982      | Hart to Hart⁠(d)                 | Miranda                 | Episodul: "From the Depths of My Heart" |
| 1986      | Moonlighting                    | Female Dancer           | Episodul: "Big Man on Mulberry Street"  |
| 1988      | Dirty Dancing⁠(d)                | Delia                   | Episodul: "Save the Last Dance for Me"  |
| 1989      | Cheers                          | Judy Marlowe            | Episodul: "Send in the Crane"           |
| 1989      | Hard Time on Planet Earth⁠(d)    | Danielle Spencer        | Episodul: "Battle of the Sexes"         |
| 1990      | Freddy's Nightmares⁠(d)          | Ginger 'Tracker' Morgan | 2 episoade                              |
| 1990      | Designing Women⁠(d)              | Davida Daniels          | Episodul: "Nowhere to Run To"           |
| 1991      | Swamp Thing⁠(d)                  | Sienna                  | Episodul: "Tremors of the Heart"        |
| 1992      | Dark Justice⁠(d)                 | Meredith                | Episodul: "Lead Rain"                   |
| 1993      | Murder, She Wrote               | Sgt. Daisy Kenny        | Episodul: "The Petrified Florist"       |
| 1994      | Silk Stalkings⁠(d)               | Sgt. Steele             | Episodul: "The Scarlet Shadow"          |
| 1994      | Under Suspicion⁠(d)              | Petrella Gideon         | Episodul: "Serial Killer - Part 1"      |
| 1999      | Sliders                         | Lead Female Dancer      | Episodul: "The Java Jive"               |